# 吉田伸介
吉田 伸介（よしだ しんすけ、1985年4月20日 - ）は、日本のラグビー選手。

## プロフィール
- 長崎県出身。
- ポジションはフッカー(HO)。
- 身長 174cm、体重 100kg
- ニックネームはしんすけ。
- U21日本代表に選ばれたことがある[1]。

## 略歴
2004年、長崎水産高校卒業後、流通経済大学に入学する。
2007年、流通経済大学ラグビー部の主将に就任した。
2008年、流通経済大学卒業後、近鉄ライナーズ(現・花園近鉄ライナーズ)に加入。
2009年9月12日に行われたジャパンラグビートップリーグ第2節の九州電力キューデンヴォルテクス戦に途中出場で公式戦初出場を果たす。
2014年、豊田自動織機シャトルズ(現・豊田自動織機シャトルズ愛知)に加入。
2016年、豊田自動織機シャトルズの副将に就任した。
2017年、NTTドコモレッドハリケーンズ(現・NTTドコモレッドハリケーンズ大阪)に加入。
2021年、NTTドコモレッドハリケーンズを退団した。